# Marta Lempart

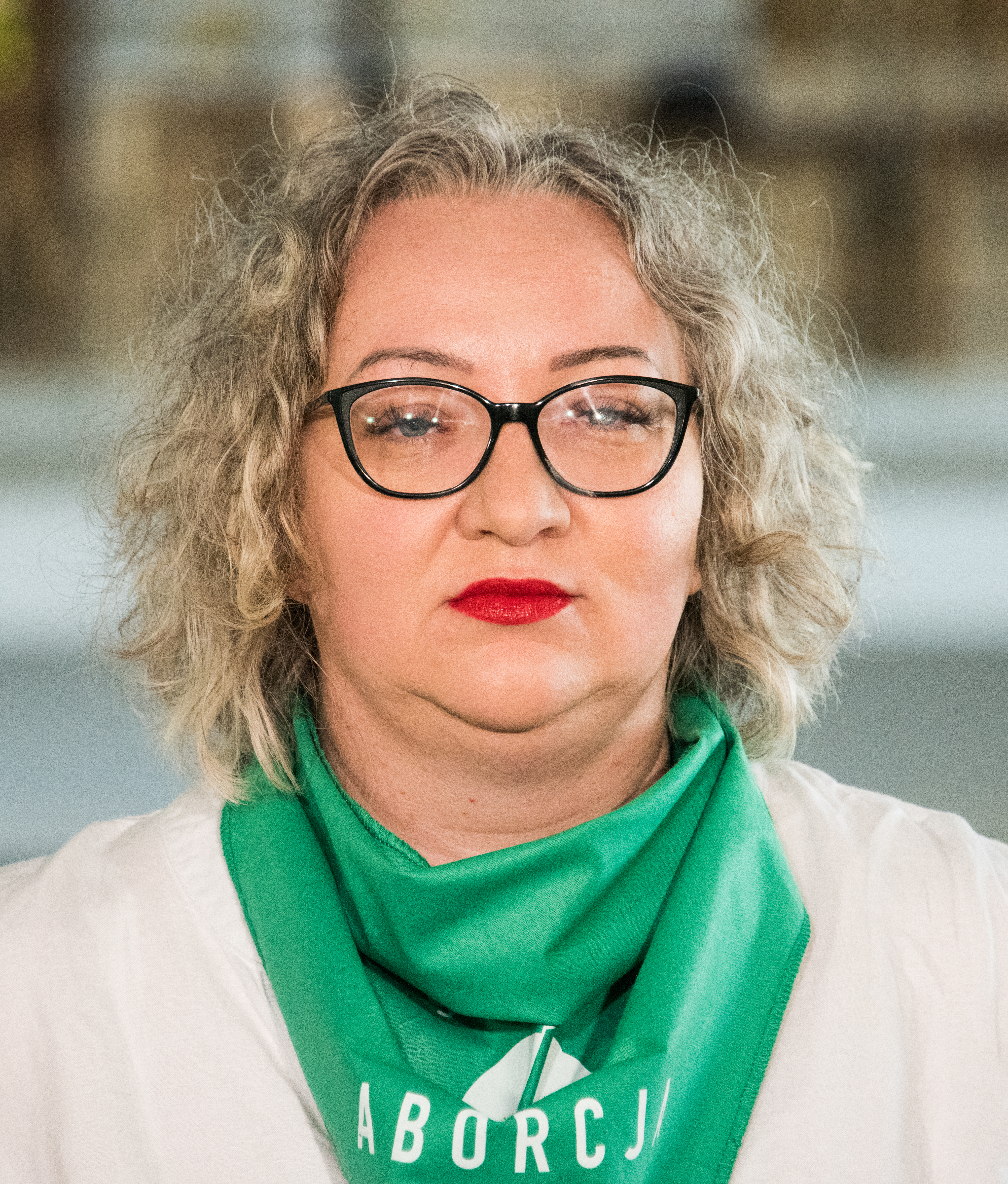
Marta Lempart (2022)

Marta Mirosława Lempart (* 29. August 1979 in Lwówek Śląski) ist eine polnische Juristin. 
Sie ist seit 2015, als die rechtskonservative PiS-Partei an die Regierung kam, in zahlreichen Protestbewegungen führend aktiv. Sie ist eine der Initiatorinnen der Organisation Allpolnischer Frauenstreik (AF), die das Recht auf Schwangerschaftsabbruch fordert und sich gegen die Verschärfung des Abtreibungsgesetzes in Polen einsetzt. Sie ist auch an den Protesten zur Verteidigung einer unabhängigen Justiz in Polen beteiligt und setzt sich für die Rechte von Menschen mit Behinderungen ein. 
Die AF hat seit dem Urteil des polnischen Verfassungsgerichts am 22. Oktober 2020 zur Verschärfung des Gesetzes zu Schwangerschaftsabbrüchen eine halbe Million Menschen in ganz Polen mobilisiert. Die polnische Regierung (Kabinett Morawiecki II) hat die Veröffentlichung des neuen Gesetzestextes daraufhin verschoben. Erst am 27. Januar 2021 nach Veröffentlichung des Urteils des Verfassungsgerichts wurde der Gesetzestext im Gesetzesblatt veröffentlicht und das neue Abtreibungsgesetz trat in Kraft. Die Proteste gelten als die größten Proteste in Polen seit den Protesten, die 1989 unter maßgeblicher Beteiligung der „Solidarność“ zum Ende der Volksrepublik Polen führten.
Lempart wird (Stand November 2020) im öffentlich-rechtlichen Fernsehsender Telewizja Polska als „Staatsfeindin“ dargestellt. Im Februar 2021 wurde gemeldet, dass Anklage gegen Lempart erhoben wurde, u. a. weil sie in der Corona-Pandemie die Gesundheit und das Leben anderer aufs Spiel gesetzt habe. Ihr drohe eine Haftstrafe von bis zu acht Jahren.